# 東京シティガイド検定
東京シティガイド検定（とうきょうしてぃがいどけんてい）は、日本国内外から東京を訪れる旅行者に対して観光案内できる人材を育成するために実施されている検定。
博多っ子検定とともにご当地検定の先駆けとして2003年11月に第1回試験が実施された。
公益財団法人東京観光財団が主催する。

## 出題範囲
東京都の自然、歴史、政治・経済、産業、生活文化、芸術、観光関連の一般常識から50問。

## 受験資格
制限なし

## 実施級
「初級」と「上級」が行われていたが、第4回試験より「東京シティガイド検定」に統一された。

## 受験料
5,500円（税込）

## 歴代試験
| 回     | 試験日         | 試験会場                     | 受験者数 | 合格者数 | 合格率 |
| ------ | -------------- | ---------------------------- | -------- | -------- | ------ |
| 第1回  | 2003年11月9日  | 法政大学市ケ谷キャンパス     | 1017人   | 789人    | 77.6%  |
| 第2回  | 2004年7月4日   | 上智大学四谷キャンパス       | 557人    | 383人    | 68.8%  |
| 第3回  | 2005年10月30日 | 慶應義塾大学三田キャンパス   | 511人    | 334人    | 65.4%  |
| 第4回  | 2006年11月3日  | 慶應義塾大学三田キャンパス   | 594人    | 315人    | 53.0％ |
| 第5回  | 2007年11月25日 | 中央大学後楽園キャンパス     | 573人    | 267人    | 46.6%  |
| 第6回  | 2008年01月30日 | 東洋大学白山キャンパス       | 411人    | 263人    | 64.0％ |
| 第7回  | 2009年12月6日  | 立正大学品川キャンパス       | 329人    | 216人    | 65.7％ |
| 第8回  | 2010年12月5日  | 学習院女子大学               | 379人    | 217人    | 57.3％ |
| 第9回  | 2011年12月4日  | 工学院大学新宿キャンパス     | 456人    | 344人    | 75.4％ |
| 第10回 | 2012年12月2日  | 工学院大学新宿キャンパス     | 969人    | 808人    | 83.4％ |
| 第11回 | 2013年11月30日 | 東京工科大学蒲田キャンパス   | 1404人   | 1223人   | 87.3％ |
| 第12回 | 2014年12月6日  | 日本大学三崎町キャンパス     | 1365人   | 1135人   | 83.2％ |
| 第13回 | 2015年11月29日 | 明治学院大学白金台キャンパス | 1206人   | 861人    | 71.4%  |
| 第14回 | 2016年11月27日 | 明治学院大学白金台キャンパス | 1180人   | 996人    | 81.9％ |
| 第15回 | 2017年11月26日 | 明治学院大学白金台キャンパス | 991人    | 711人    | 71.8％ |
| 第16回 | 2018年12月9日  | 日本大学三崎町キャンパス     | 1132人   | 799人    | 70.6％ |
| 第17回 | 2019年12月8日  | 実践女子大学渋谷キャンパス   | 983人    | 797人    | 81.1％ |

※第1～3回は初級試験のデータ

## 試験時間
90分

## 試験形式
マークシート方式による選択問題（3～4択）

## 合格点
100点満点中、70点以上獲得で合格

## 合格者の特典
合格証の授与、観光ボランティア組織NPO法人の「東京シティガイドクラブ」（年会5,000円）に加入することができる。

## 受験対策セミナー
検定受験者を対象としたセミナーを年2回開催している。歴史、文化・建築、観光事情、地理と産業、インフラ・環境の各科目を、公式テキストの執筆者等が解説する。
受験対策セミナー受講者の合格率は平均合格率を10％以上上回っている。

## 受験対策セミナー受講料
16,300円(税込)

## その他
このほか、タクシー運転手が東京乗用旅客自動車協会認定の「東京観光タクシードライバー」になるためには、同検定に合格することが条件となっている。。